# Квасилівська селищна рада
Квасилівська се́лищна ра́да — орган місцевого самоврядування в Рівненському районі Рівненської області. Адміністративний центр — селище міського типу Квасилів.

## Загальні відомості
- Квасилівська селищна рада утворена в 1978 році.
- Територія ради: 4,46 км²
- Населення ради: 8 117 осіб (станом на 1 січня 2011 року)
- Територією ради протікає річка Устя.

## Населені пункти
Селищній раді підпорядковані населені пункти:
- смт Квасилів

## Склад ради
Рада складається з 26 депутатів та голови.
- Голова ради: Крет Дмитро Федорович
- Секретар ради: Жильчук Валентина Євгеніївна

### Керівний склад попередніх скликань
| Прізвище, ім'я, по батькові | Основні відомості                                                | Дата обрання | Дата звільнення |
| --------------------------- | ---------------------------------------------------------------- | ------------ | --------------- |
| Крет Дмитро Федорович       | Селищний голова, 1955 року народження, освіта вища, безпартійний | 26.03.2006   | 31.10.2010      |
| Крет Дмитро Федорович       | Селищний голова, 1955 року народження, освіта вища, безпартійний | 31.10.2010   |                 |

Примітка: таблиця складена за даними сайту Верховної Ради України

### Депутати
За результатами місцевих виборів 2010 року депутатами ради стали:

#### За суб'єктами висування
| Суб'єкт висування                 | Кількість обраних депутатів | %    |
| --------------------------------- | --------------------------- | ---- |
| Самовисування                     | 25                          | 96,2 |
| Політична партія «Сильна Україна» | 1                           | 3,8  |

#### За округами
| № округу                          | Прізвище, ім'я, по батькові           | Дата визнання обраним | Освіта  | Партійна приналежність                  | Відомості про обраного депутата                                                         |
| --------------------------------- | ------------------------------------- | --------------------- | ------- | --------------------------------------- | --------------------------------------------------------------------------------------- |
| Політична партія «Сильна Україна» |                                       |                       |         |                                         |                                                                                         |
| 22                                | Жильчук Валентина Євгеніївна          | 03.11.2010            | вища    | член Політичної партії «Сильна Україна» | Квасилівська селищна рада, секретар                                                     |
| Самовисування                     |                                       |                       |         |                                         |                                                                                         |
| 1                                 | Денисюк-Серединська Лариса Євгеніївна | 03.11.2010            | вища    | позапартійна                            | адвокат                                                                                 |
| 2                                 | Дмиш Зіновій Іванович                 | 03.11.2010            | вища    | позапартійний                           | Квасилівський будинок культури, директор                                                |
| 3                                 | Галабурда Михайло Юрійович            | 03.11.2010            | вища    | позапартійний                           | Селищний центр сім'ї, дітей та молоді смт Квасилів, провідний спеціаліст                |
| 4                                 | Вертелецький Микола Володимирович     | 03.11.2010            | вища    | позапартійний                           | ПЗ РУ АТ Банк «Фінанси та Кредит», старший спеціаліст служби безпеки                    |
| 5                                 | Горбатюк Оксана Василівна             | 03.11.2010            | вища    | член Політичної партії «Наша Україна»   | приватний підприємець                                                                   |
| 6                                 | Кисільова Віта Дмитрівна              | 03.11.2010            | вища    | позапартійна                            | Селищний центр сім'ї, дітей та молоді смт Квасилів, в.о.директора                       |
| 7                                 | Добей Валентина Василівна             | 03.11.2010            | вища    | позапартійна                            | Квасилівський НВК «Школа-ліцей», вчитель                                                |
| 8                                 | Мірко Ірина Володимирівна             | 03.11.2010            | вища    | позапартійна                            | РОВКП ВКГ «Рівнеоблводоканал», оператор абонентської служби                             |
| 9                                 | Позняковська Людмила Андріївна        | 03.11.2010            | вища    | позапартійна                            | Квасилівська селищна рада, інспектор по обліку військовозобов'язаних                    |
| 10                                | Волошина Ніна Миколаївна              | 03.11.2010            | вища    | позапартійна                            | ПП «Квасилівське», директор                                                             |
| 11                                | Гоч Любов Степанівна                  | 03.11.2010            | вища    | позапартійна                            | ВАТ «Рівнесільмаш», начальник бюро відділу головного енергетика                         |
| 12                                | Шум Марія Миколаївна                  | 03.11.2010            | вища    | позапартійна                            | Квасилівський дошкільний навчальний заклад, вихователь                                  |
| 13                                | Турчин Сергій Андрійович              | 03.11.2010            | вища    | позапартійний                           | РОВКП ВКГ «Рівнеоблводоканал», майстер                                                  |
| 14                                | Чиж Роман Григорович                  | 05.06.2011            | вища    | член Народної партії                    | Квасилівський навчально-виховний комплекс, вчитель                                      |
| 15                                | Громенко Дмитро В'ячеславович         | 03.11.2010            | вища    | позапартійний                           | приватний підприємець, ПТ «Ломбард-Альянс», керуючий                                    |
| 16                                | Якименко Валентина Іванівна           | 03.11.2010            | вища    | позапартійна                            | Рівненський територіальний центр соціального обслуговування, соціальний працівник       |
| 17                                | Микитюк Наталія Василівна             | 03.11.2010            | вища    | позапартійна                            | Квасилівський НВК «Школа-ліцей», вчитель                                                |
| 18                                | Білоус Тетяна Йосипівна               | 03.11.2010            | вища    | позапартійна                            | Квасилівська селищна рада, спеціаліст-головний бухгалтер                                |
| 19                                | Бондарук Іван Матвійович              | 03.11.2010            | середня | позапартійний                           | ТОВ «Захід електромонтаж», слюсар електромонтажник                                      |
| 20                                | Диб'як Марія Віталіївна               | 03.11.2010            | вища    | член Політичної партії «Наша Україна»   | приватний підприємець                                                                   |
| 21                                | Биць Віталій Володимирович            | 03.11.2010            | вища    | позапартійний                           | Рівненська районна державна адміністрація, начальник відділу у справах молоді та спорту |
| 23                                | Коба Микола Павлович                  | 03.11.2010            | вища    | член Партії регіонів                    | Рівненська районна дитячо-юнацька спортивна школа ФСТ «Колос», тренер-викладач          |
| 24                                | Коба Дмитро Миколайович               | 03.11.2010            | вища    | член Партії регіонів                    | Рівненська районна дитячо-юнацька спортивна школа ФСТ «Колос», тренер-викладач          |
| 25                                | Драчук Ірина Зіновіївна               | 03.11.2010            | вища    | позапартійна                            | Квасилівська селищна рада, спеціаліст                                                   |
| 26                                | Чернобривець Валерій Сергійович       | 03.11.2010            | вища    | позапартійний                           | В/ч-1446, лікар-інфекціоніст                                                            |